# Montafon
Montafon is een 39 kilometer lang dal in de Oostenrijkse deelstaat Vorarlberg.
De rivier de Ill stroomt door het dal. Het dal gaat door Vorarlberg, begint bij de stad Bludenz en loopt tot aan de Silvretta. Ook de Verwallgroep en de Rätikon grenzen aan het dal. De hoogste berg in de omgeving is de Piz Buin met 3312 meter. De regio Montafon, verdeeld over dertien dorpen, heeft 16.421 inwoners(2021).

## Geografie

### Dorpen in Montafon
Er liggen dertien dorpen in het dal. Van noord, bij Bludenz, naar zuid, bij de Silvretta, zijn dat:
- Stallehr (600 m)
- Lorüns (580 m)
- Sankt Anton im Montafon (650 m)
- Vandans (660 m)
- Bartholomäberg (1100 m)
- Schruns (700 m)
- Tschagguns (700 m)
- Silbertal (890 m)
- Sankt Gallenkirch (900 m)
- Gargellen (1430 m)
- Gortipohl (950 m)
- Gaschurn (1000 m)
- Partenen (1050 m).

De "Stand Montafon" is de vereniging van tien Montafon-gemeenten in het zuiden van Vorarlberg en is het regionaal beheer van de vallei. Ze zijn allemaal deel van het politieke district Bludenz. Als regionaal beheer van de vallei neemt de stand verschillende taken zoals milieubeheer op zich. De tien gemeenten zijn: Bartholomäberg, Gaschurn, Lorüns, Sankt Anton im Montafon, Sankt Gallenkirch, Schruns, Silbertal, Stallehr, Tschagguns, Vandans.

## Cultuur

### Montafoner Tracht
De Montafonse tracht is geïnspireerd door het barok. Een tracht bestaat uit meerdere elementen: de Juppe (het schort), een hoofddeksel (petjes, hoedjes), een bloes, een Tschopa (jas), en kousen. Ook het kapsel (bijvoorbeeld gevlochten haar) kan deel van de tracht uitmaken. Een speciaal kenmerk van het Montafon kostuum is de vrouwenkleding, alleen ongetrouwde vrouwen kunnen het kostuum dragen met lange witte mouwen.

Vandaag de dag wordt het traditionele kledingstuk nog steeds van hand vervaardigd in de Juppenwerkstatt Riefensberg.

Montafoner Tracht
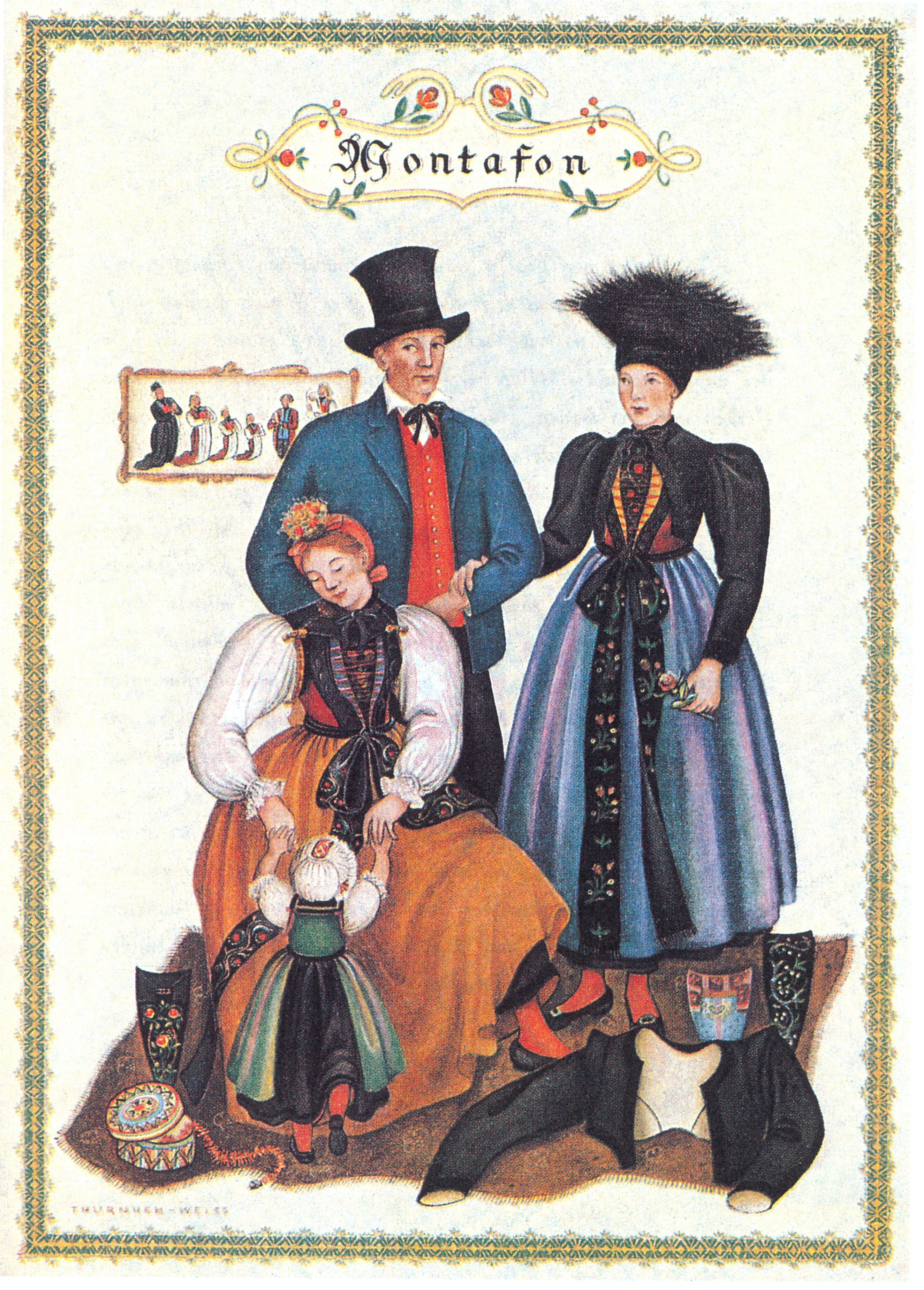
"Trachtenbild 1 des Montafones" van Lisl Thurnher-Weiß (1957)
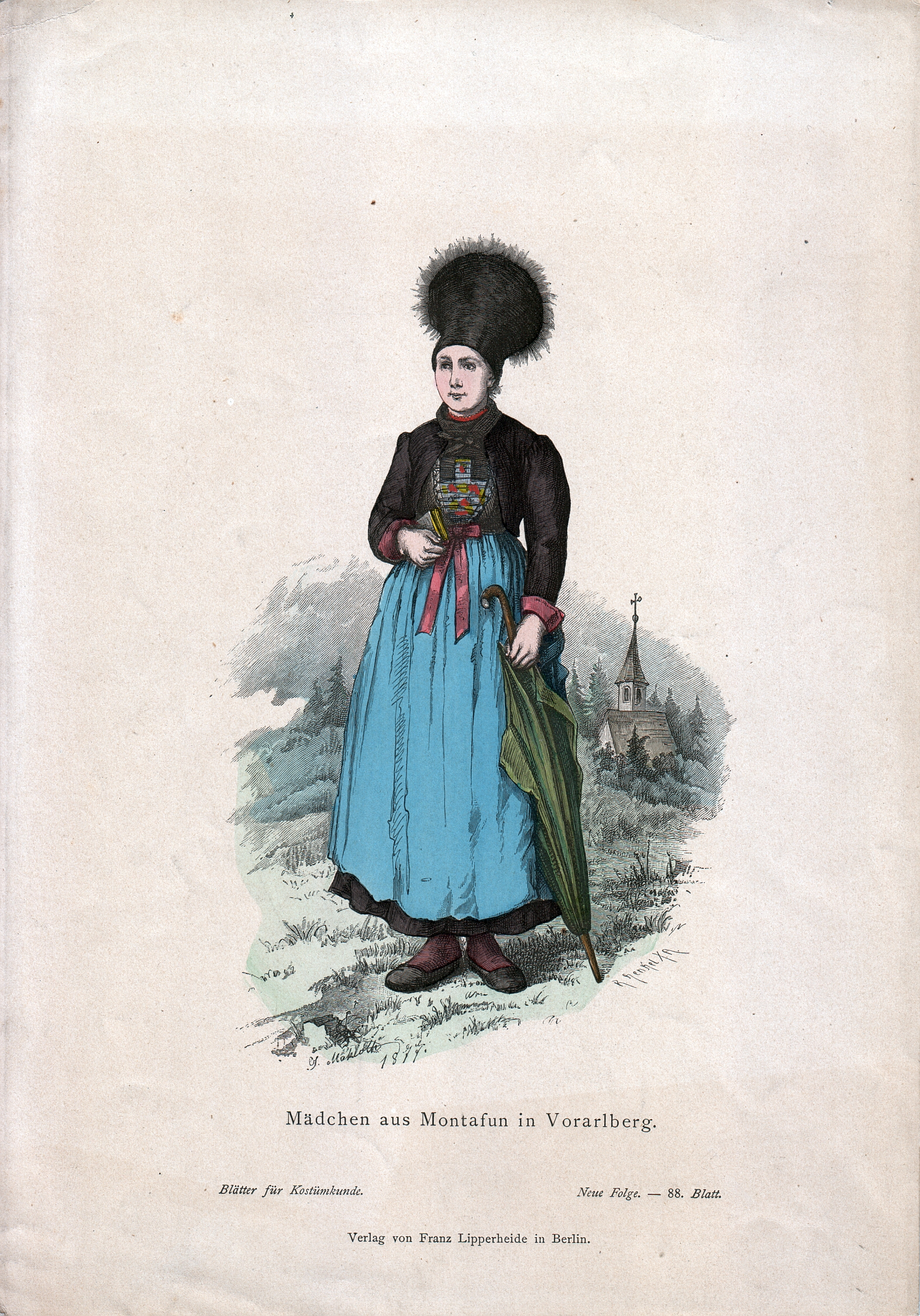
"Mädchen aus Montafon in Vorarlberg" (Maagd uit het Montafon in Vorarlberg), rond 1880
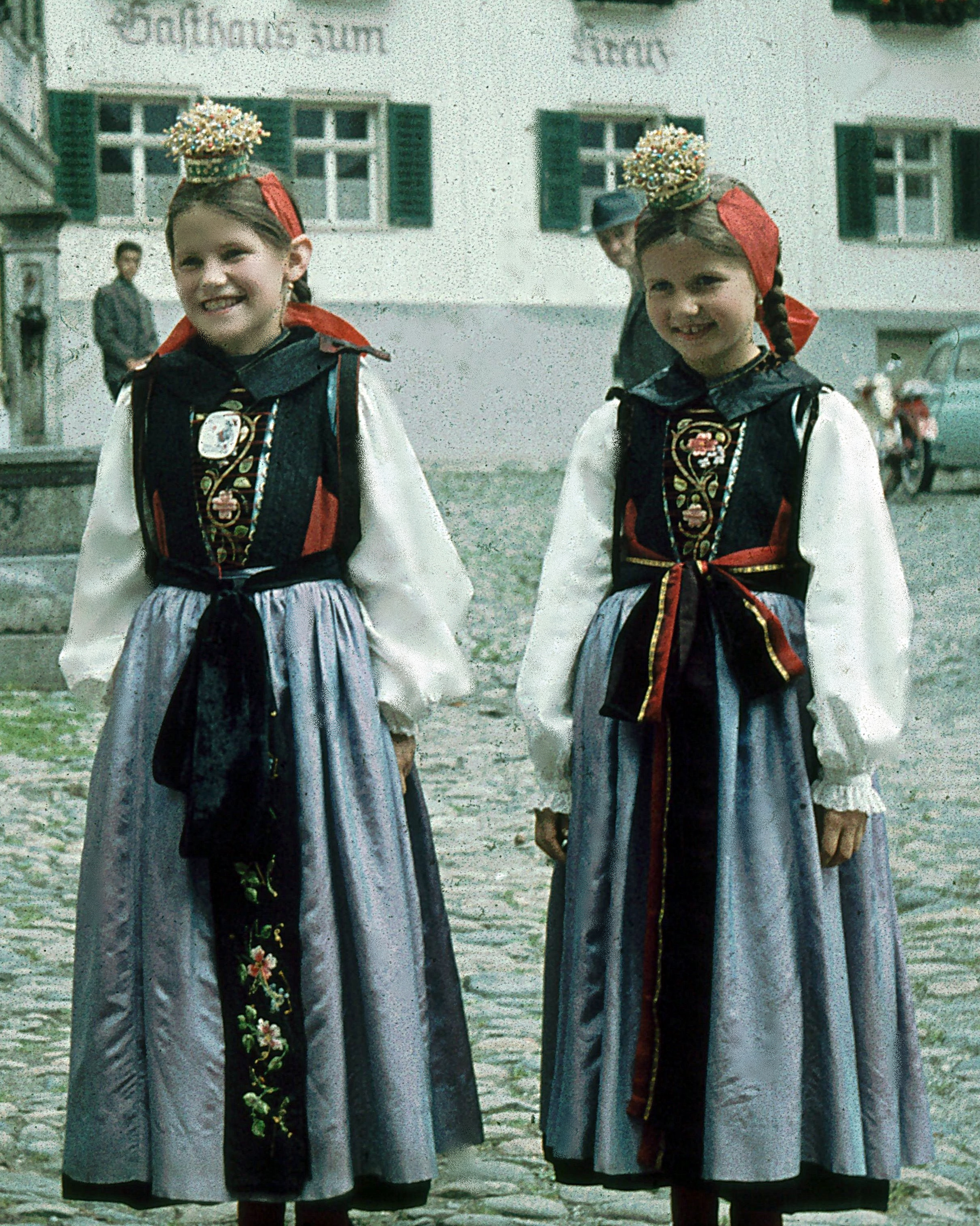
Montafoner Tracht in Schruns
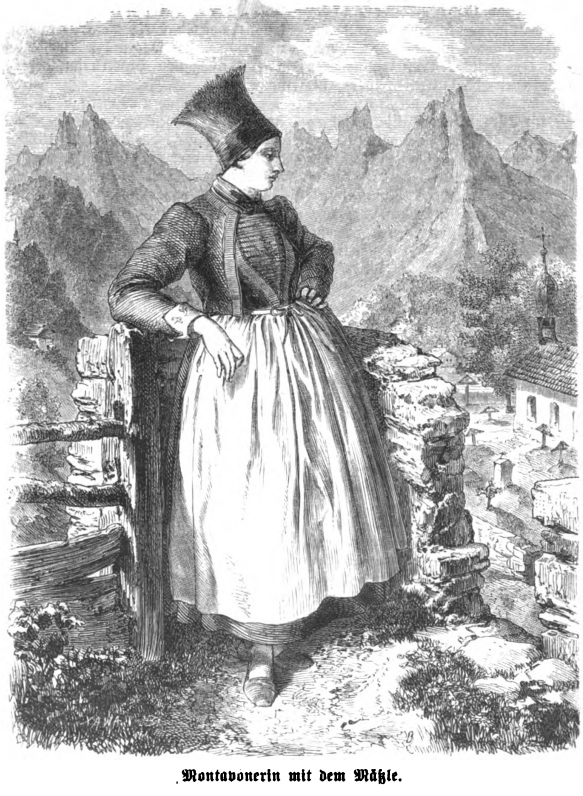
"Die Gartenlaube" (1865)
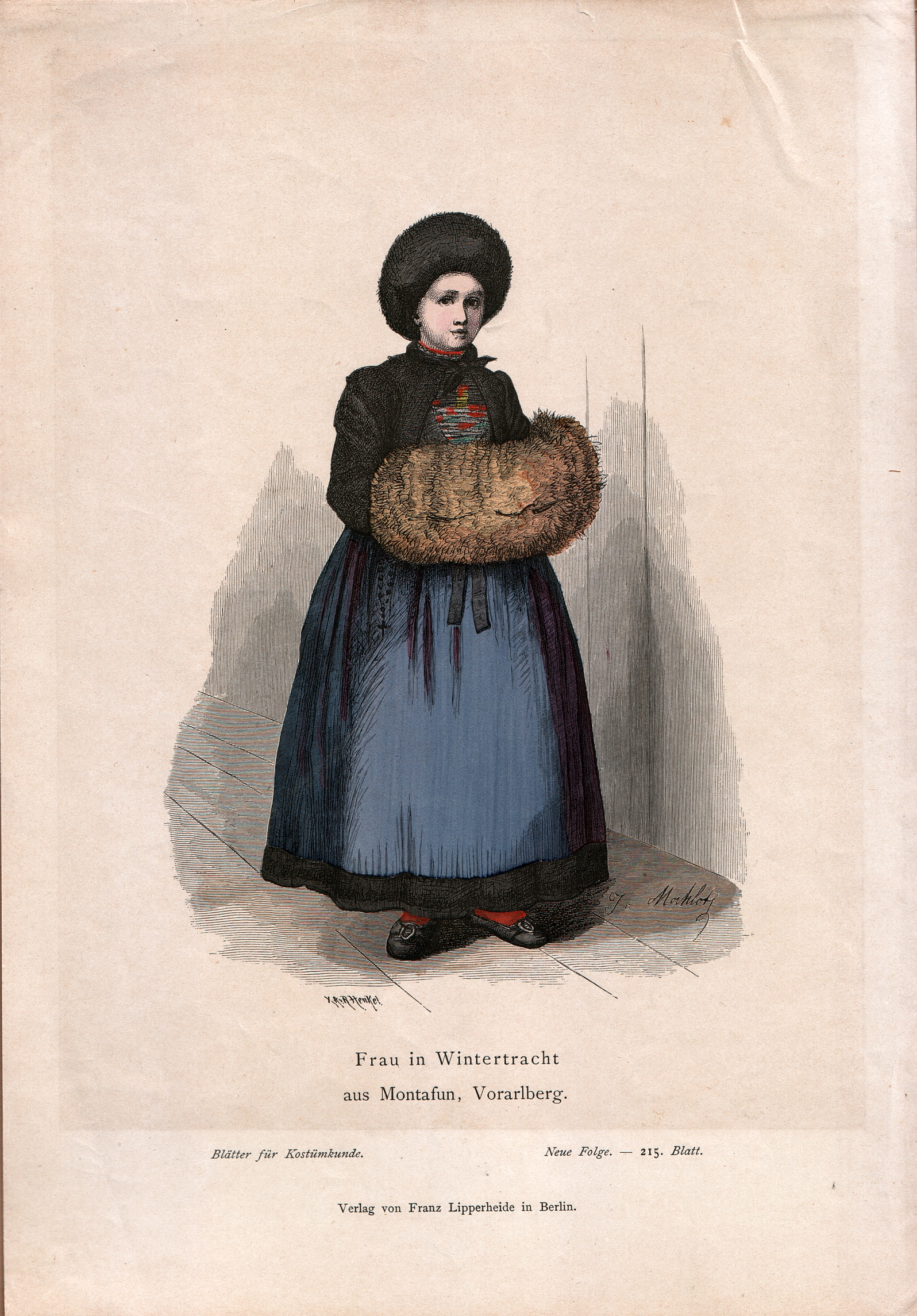
Montafoner vrouw in wintertracht

### Alpine Transhumance
Alpine Transhumance is seizoensgebonden migratie van personen met hun vee tussen vaste zomer- en wintergebieden in de Alpen. Hoewel het toerisme en de industrie tegenwoordig veel bijdragen aan de economie van het Alpengebied, wordt seizoensgebonden migratie naar hoge weiden nog steeds beoefend in Beieren, Oostenrijk, Slovenië, Italië en Zwitserland, met uitzondering van de meest bezochte toeristische gebieden.
Het transhumance-systeem in de Alpen is vrijwel onveranderd gebleven sinds de hoge middeleeuwen.Langs de rand van de Alpen, rond 1300 in West- en Centraal-Zwitserland en iets later in het oosten van Zwitserland, werd vee productie de primaire agrarische activiteit. Een aantal gespecialiseerde veemarkten ontstonden in Arona, Bellinzona, Como en Varese in het zuiden, en Villeneuve in het westen. In deze gemeenschappen aan de rand van de Alpen, omvatte transhumance zowel de verticale beweging van vee naar de weilanden én horizontale beweging naar de veemarkten. In de gemeenten gelegen in de centrale Alpen, waren de kuddes meer divers. Over het algemeen waren er grote kudde schapen met veel kleinere veekuddes en andere dieren zoals varkens en geiten.
De Alpine cultuur kent een rijke cultuurhistorie. Eeuwenoude tradities als jodelen, schwingen en het spelen op de alpenhoorn spelen nog steeds een belangrijke rol. Alpine Transhumance draagt voor een groot deel bij aan deze tradities.

### Gauertaler Alpkultur
Het LEADER-programma Gauertaler Alpenkultur is opgericht om de gasten en de lokale bevolking te informeren over de Gauertal vallei en haar culturele landschap. Hoe dit culturele landschap ontstaan is en langzaam verloren gaat. Een ander doel van het project is om wandelroutes op een zodanige wijze te sturen, dat de gevoelige Alpgebieden niet langer worden beïnvloed door stromen van de bezoekers.
De themaroute Gauertaler AlpkulTour, door het cultuurlandschap van het Montafon in het Rätikon-gebergte, is een populaire wandelroute onder bezoekers. Op de route zijn onder andere elf sculpturen van de lokale kunstenaar Roland Haas te vinden. De opvallende houtsculpturen verbinden de eeuwenoude cultuur van het dal met het heden. De sculpturen zijn elk gewijd aan een ander gebied van het culturele landschap.

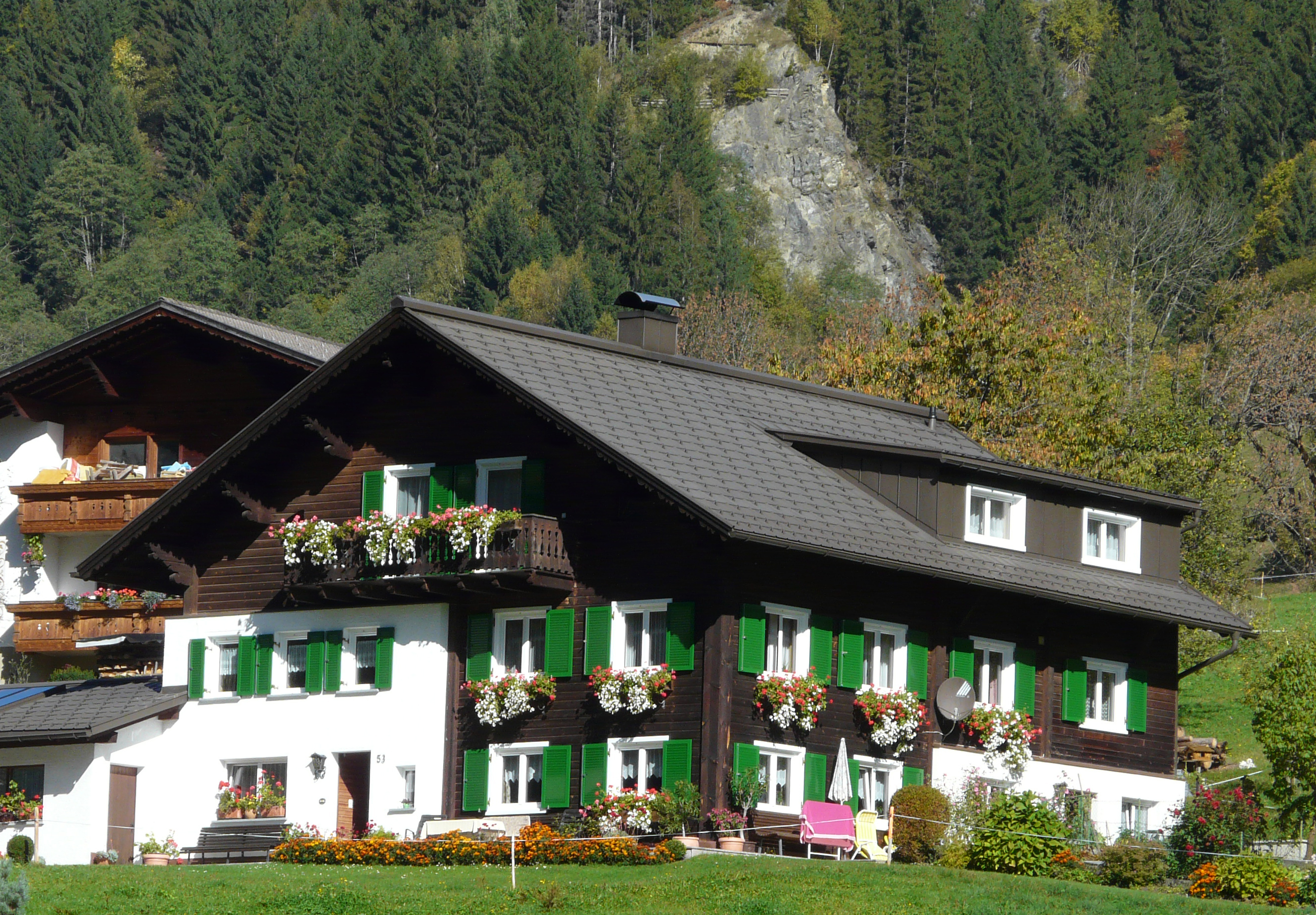
Een Montafonerhaus in Gortipohl

### Montafon Huis
Het Montafonerhaus is een typisch stenen en houten huis in Montafon dat afstamt uit de 15e tot 20e eeuw. Het is het belangrijkste onderdeel van het Montafonse culturele landschap en een belangrijk kenmerk van het dal. In Oostenrijk en heel het Alpengebied is er nergens zo'n klein dal dat een eigen huistype heeft.

### Montafoner Sauerkäse

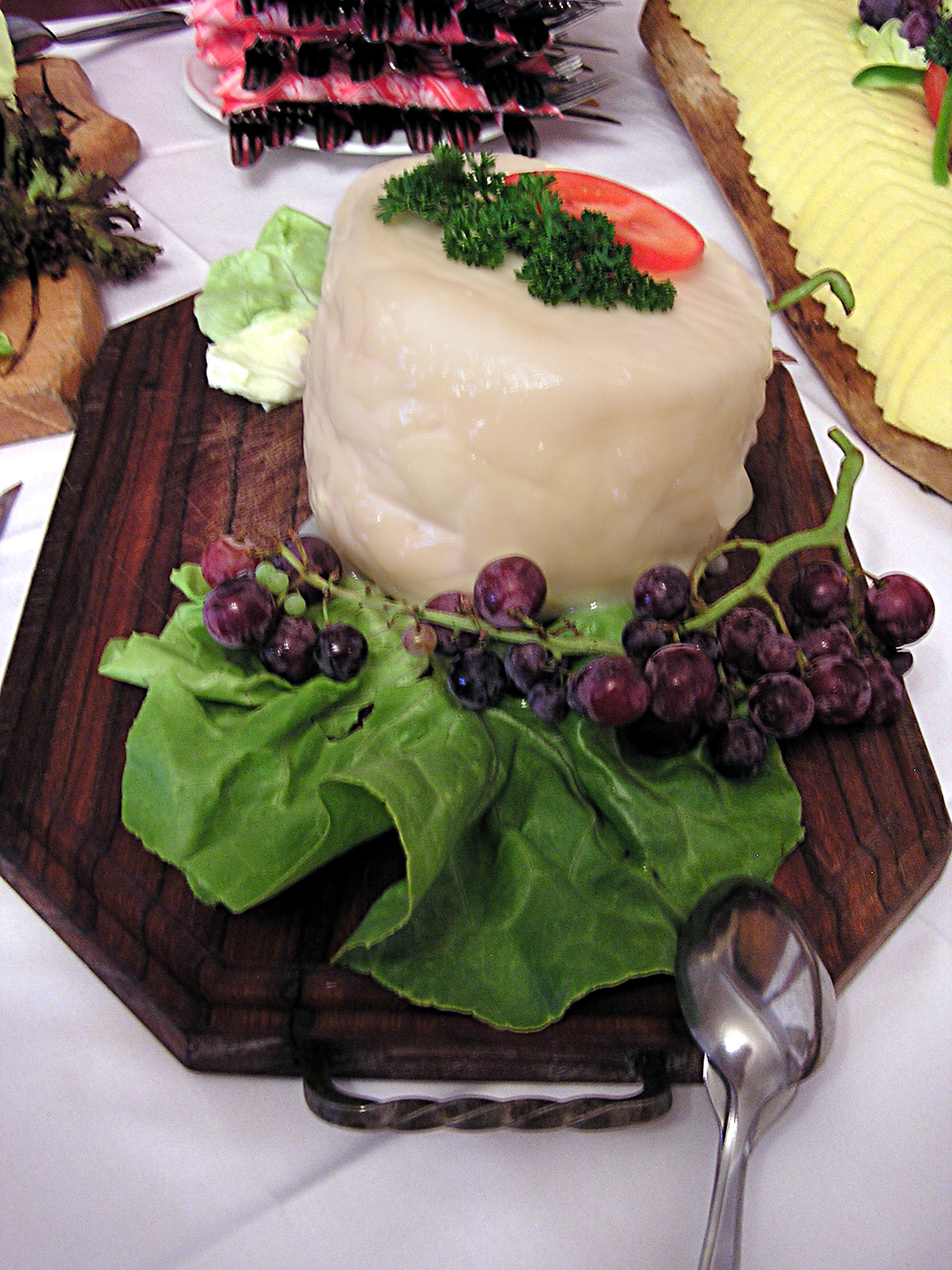
Sura Kees

De Montafoner Sauerkäse (Vorarlbergs: Sura Kees) is een zure roomkaas die sinds de 12e eeuw in het Montafon wordt gemaakt. Het heeft weinig vet (1-10%) en is een lokale specialiteit. Montafon heeft een van de oudste tradities in kaasproductie in de Alpenstreek en nog steeds is dit een belangrijk zuivelproduct in de regio. Een typische schotel met Montafoner Sauerkäse is de Montafoner Käsesuppe (kaassoep).

### Musea
In de Montafon vallei zijn er vier musea:
- Heimatmuseum Schruns (Schruns Museum voor Plaatselijke Geschiedenis)
- Alpin- und Tourismusmuseum Gaschurn (Alpin- en toerismemuseum van Gaschurn)
- Bergbaumuseum Silbertal (Mijnmuseum Silbertal)
- Museum Frühmesshaus Bartholomäberg

## Sport
De Wereldbeker Montafon is sinds 2012/13 deel van de FIS Wereldbeker snowboarden. Het evenement in Montafon vindt jaarlijks in december plaats. De wedstrijden worden gehouden in het skigebied Silvretta Montafon, beginnend iets onder de Hochjoch-top en eindigend bij het bergstation van de kabelbaan. Het hoogteverschil tussen start en finish is ongeveer 200 m.
De snowboard-cross-atleten racen over het 985 m lange wereldbeker-parcours met snelheden tot 65 km/u. De afdaling duurt niet langer dan 60 seconden. De parallelle slalombaan is echter 280 m lang. Tijdens het WK kunnen bezoekers overdag de snowboarders en skiërs bekijken en 's nachts genieten van concerten in Schruns.
De Montafon-Arlberg Marathon is een bergmarathon die sinds 2003 plaatsvindt. De marathon omvat 42.195 meter en 1.500 meter hoogte in twee deelstaten (Vorarlberg en Tirol).

## Toerisme
Toerisme speelt een belangrijke rol. Het Montafon is beroemd om te skiën, wandelen en mountainbiken. Het gebied is populair in de winter én de zomer. De hoofdweg, de Silvretta Hochalpenstraße (Duits: Hochalpenstraße) geeft toegang tot afgelegen skigebieden die zich bevinden op zeeniveau tussen de 650 en 1430 meter. De bouw van de Montafonerbahn in 1905 heeft geholpen voor het realiseren van ongeveer 2 miljoen overnachtingen in de regio elk jaar.

### Wintersport
In Montafon zijn vijf skigebieden te vinden: Silvretta Montafon, Golm, Gargellen, Silbertal-Kristberg en Silvretta-Bielerhöhe. Gezamenlijk goed voor in totaal 225 kilometer aan skigebied met 62 kabelbanen en skiliften. Voor freestylers is Montafon een geliefd skigebied. Er zijn diverse freeride gebieden en funparks te vinden. Het bekendste funpark ligt in het Silvretta Montafon: het 'Snowpark Montafon'. Er zijn veel aangelegde, gedeeltelijk verlichte, wandelpaden met een totale lengte van 290 kilometer. Ook zijn er 'sneeuwschoenpaden' voor winterwandelingen, met een totale lengte van 150 kilometer.

Skigebied Silvretta Nova in Montafon, panoramisch uitzicht rondom (360°)

### Zomer

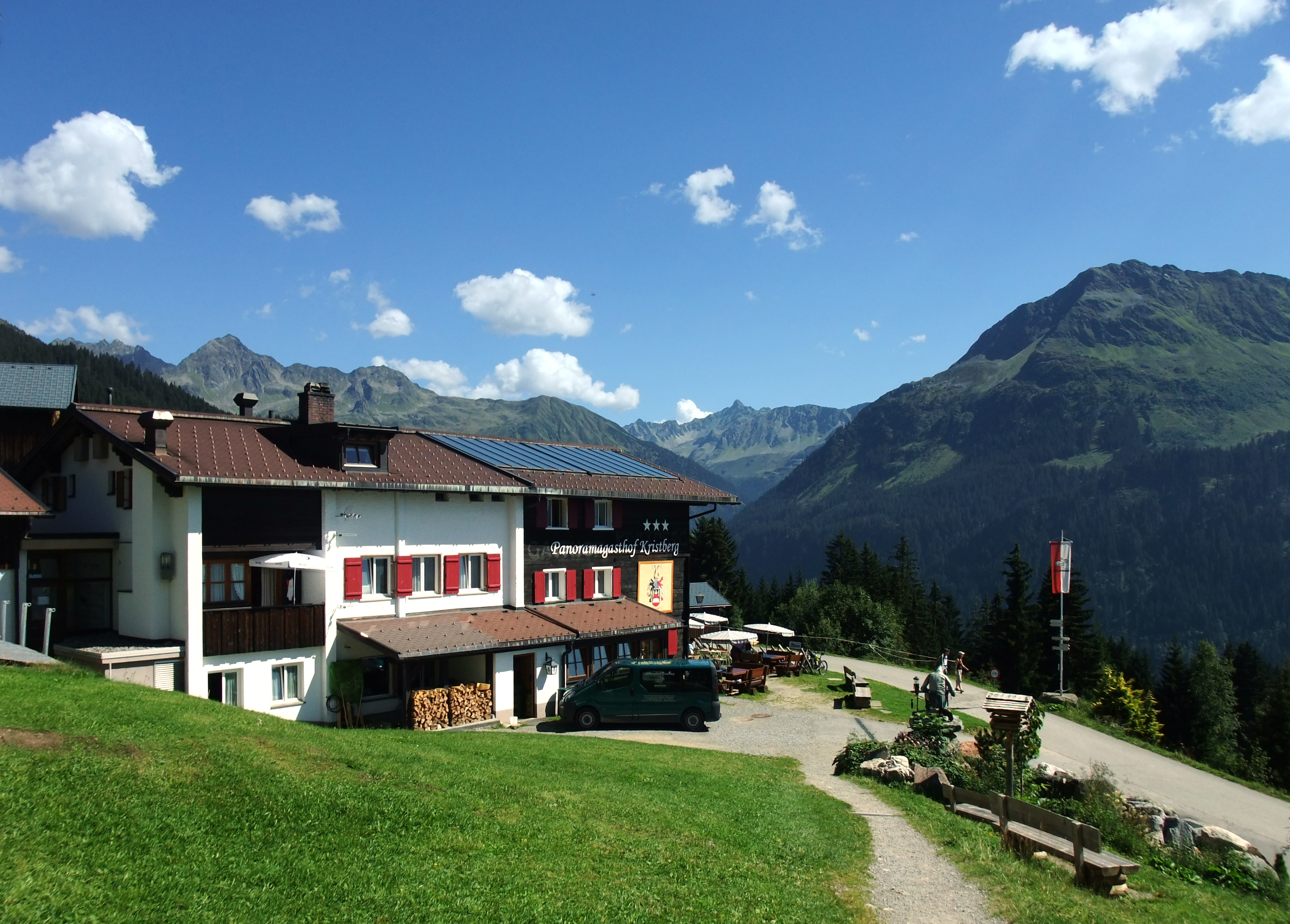
Het Panoramagasthof Kristberg is een van de locaties van het muziekfestival Montafoner Resonanzen.

In de zomer biedt het Montafon meer dan 1130 kilometer aan gemarkeerde wandelpaden. Inclusief een aantal bijzonder kindvriendelijke routes, geschikt voor kinderwagens ('Muntafuner Gagla Weg'). Drie routes zijn met de Oostenrijkse 'Wandergütesiegel' gecertificeerd (Gauer AlpkulTour, het Schmugglerpfad en het 'Kutlur- und Landschaftspfad Gaschurn Partenen & Galtür'. Veel van de paden worden ook worden ook gebruikt voor joggingroutes als nordic walking.
In de zomer vindt ook het muziekfestival Montafoner Resonanzen plaats in de Montafon regio. Het is een reeks evenementen die jaarlijks in augustus en september in het weekend worden gehouden. Elk weekend staat in het teken van een ander genre (klassiek, jazz, Oostenrijkse volksmuziek, orgel, cross-over). De locaties variëren elk jaar. Gasten kunnen wandelen en eten combineren met de concerten, aangezien de muziekuitvoeringen worden gehouden op buitengewone locaties zoals de Tübinger Hütte op 2.191 m (Gaschurn) of het Panoramagasthof Kristberg.

## Fotogalerij

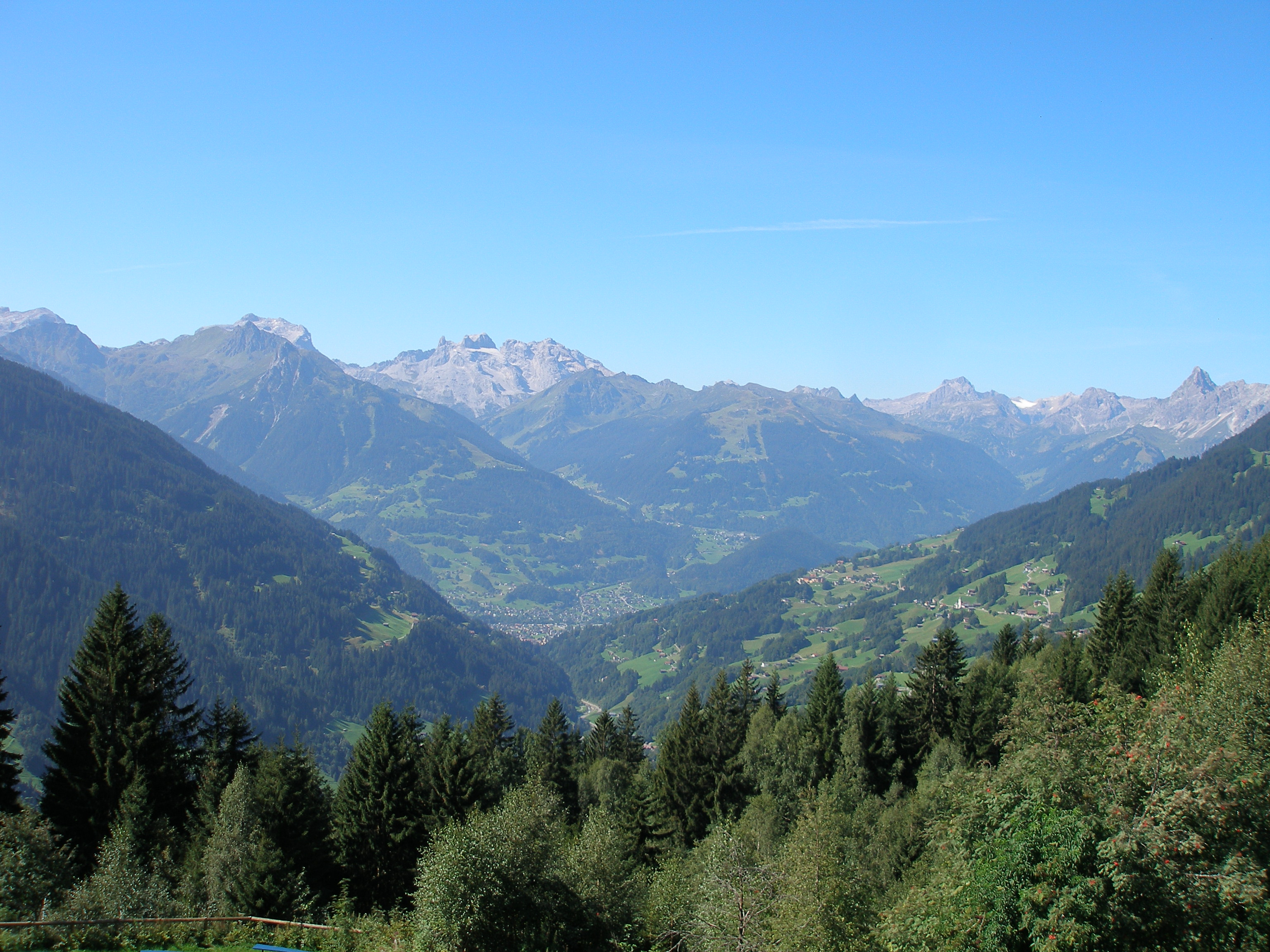
Uitzicht in de vallei
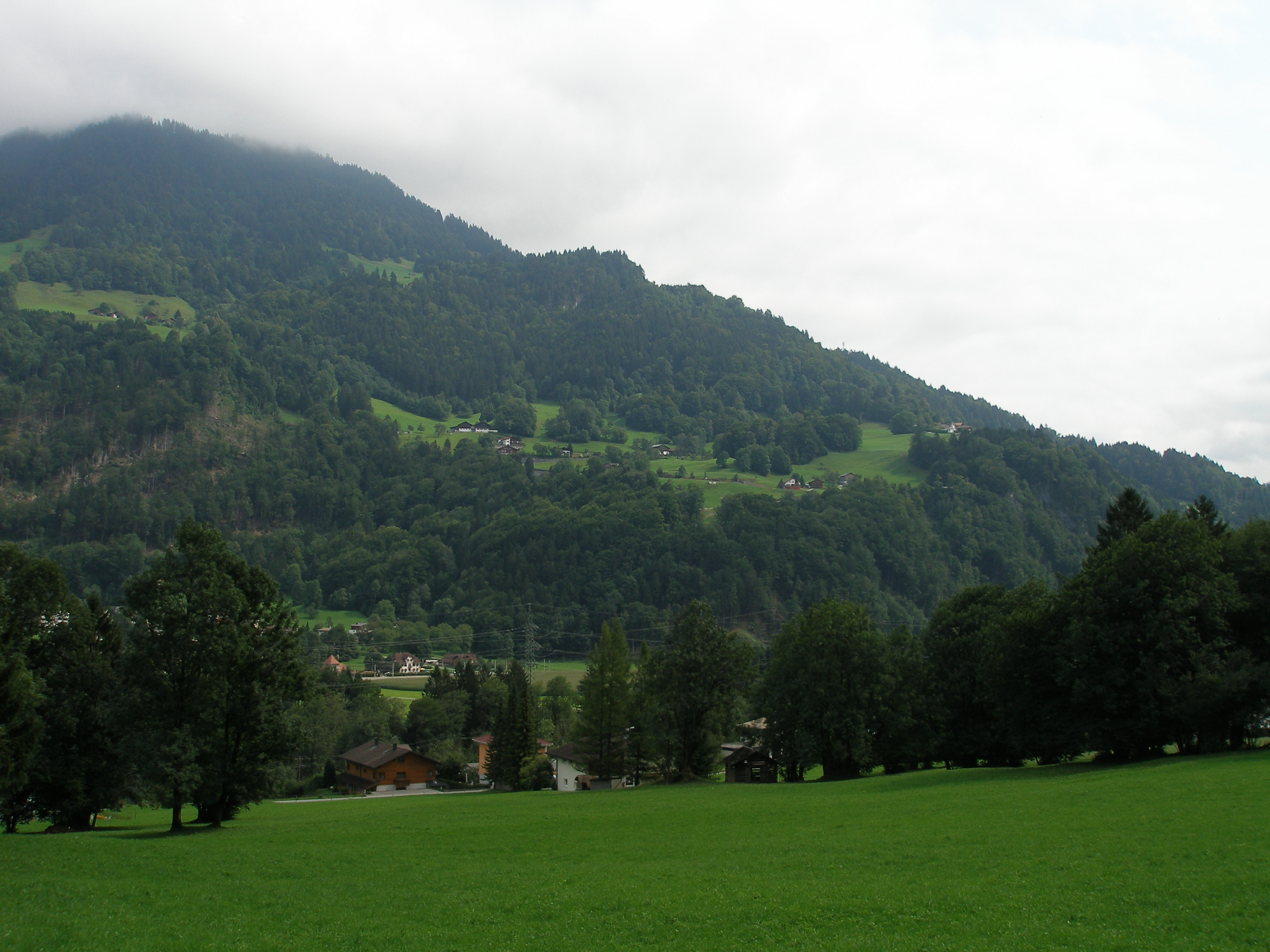
Uitzicht in de vallei
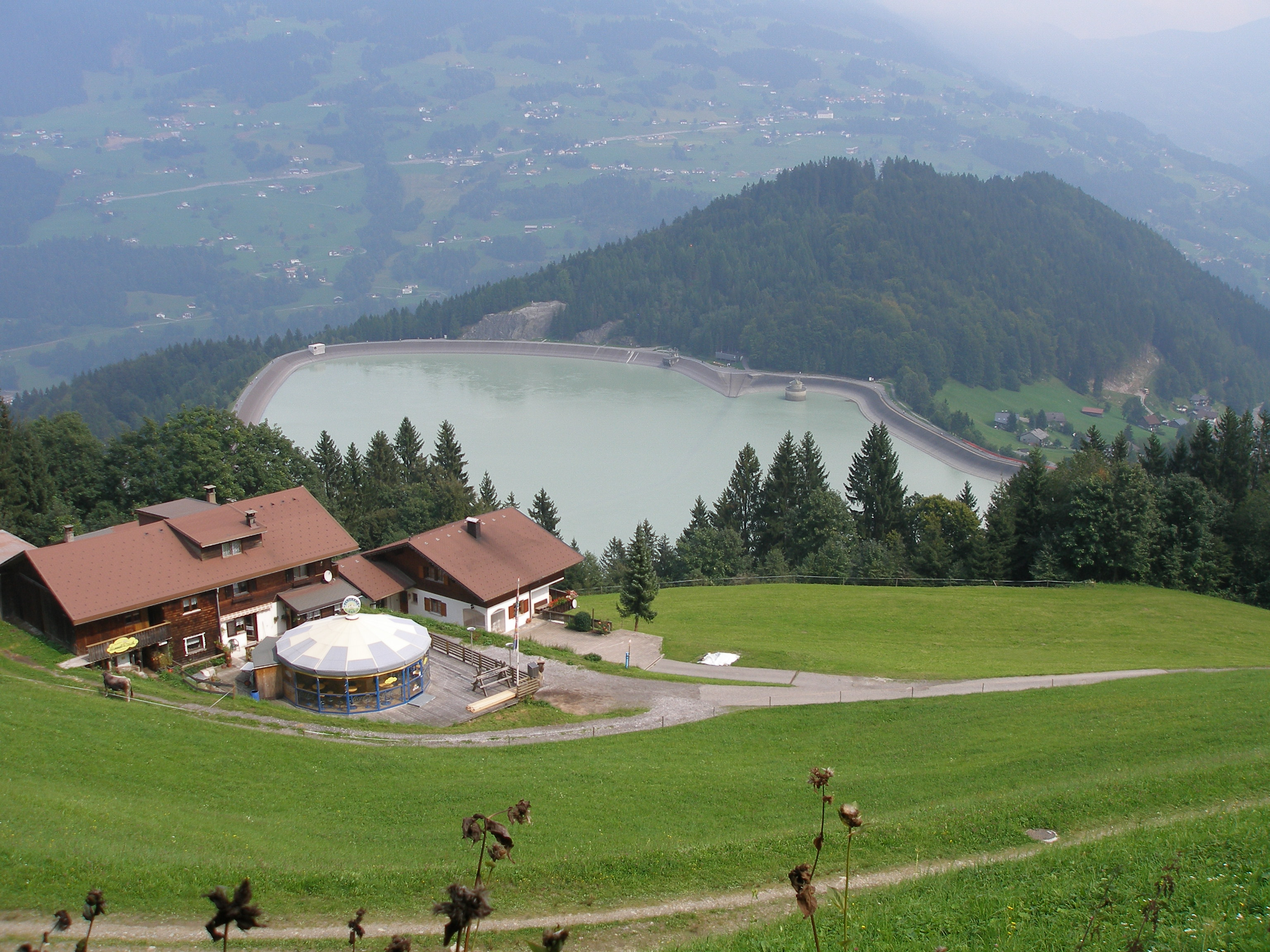
Uitzicht in de vallei
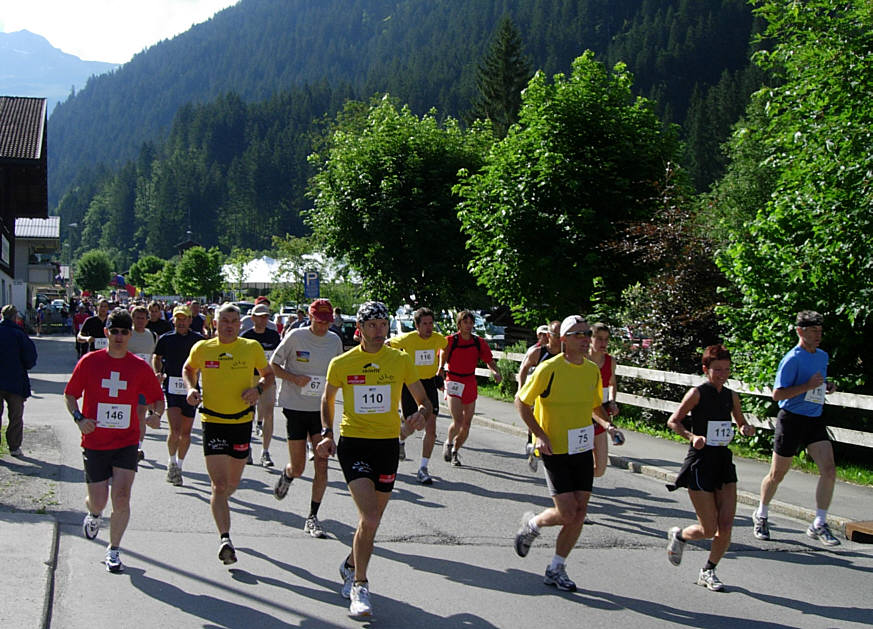
Montafon-Arlberg marathon (2005)
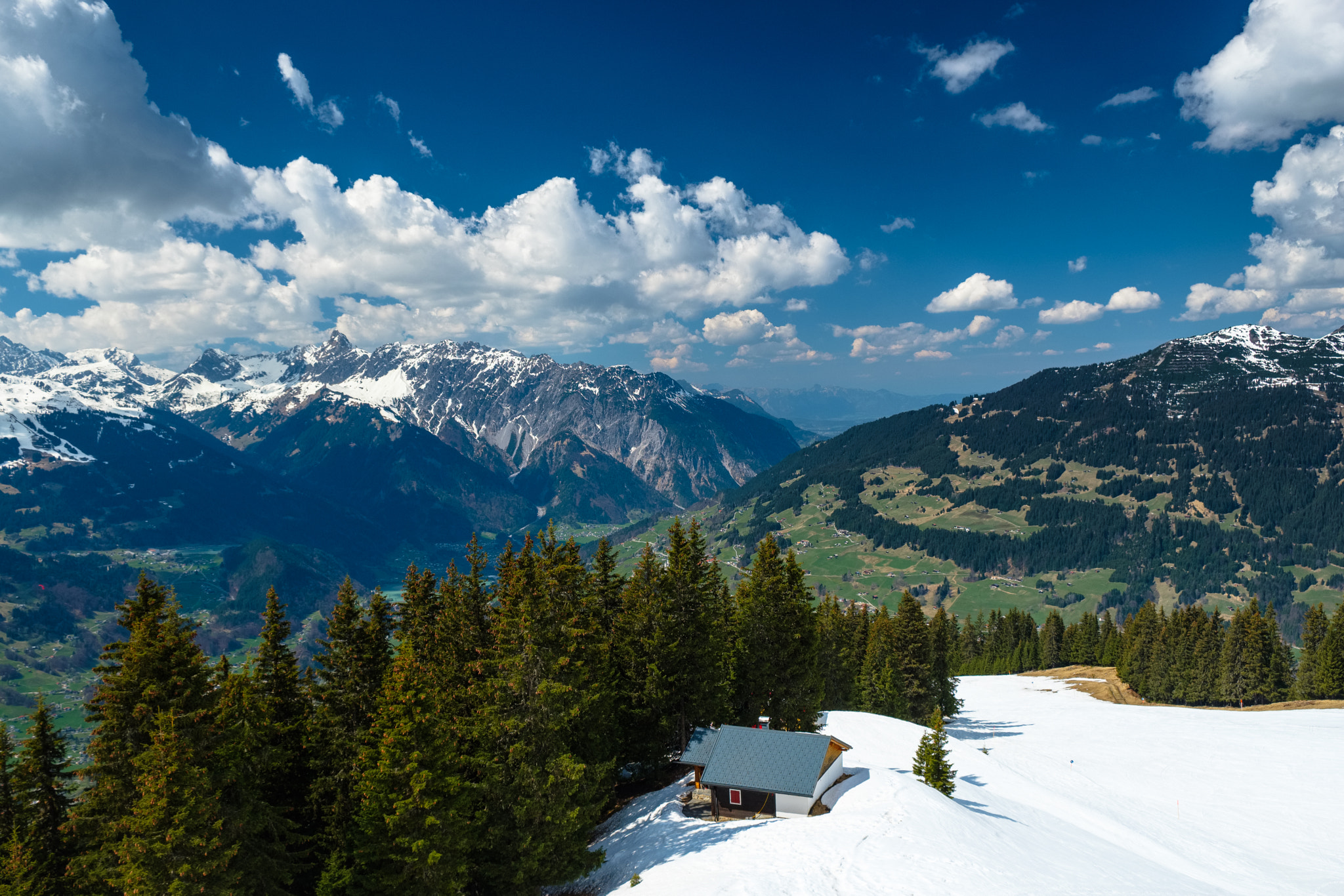
Schruns in de Montafon vallei
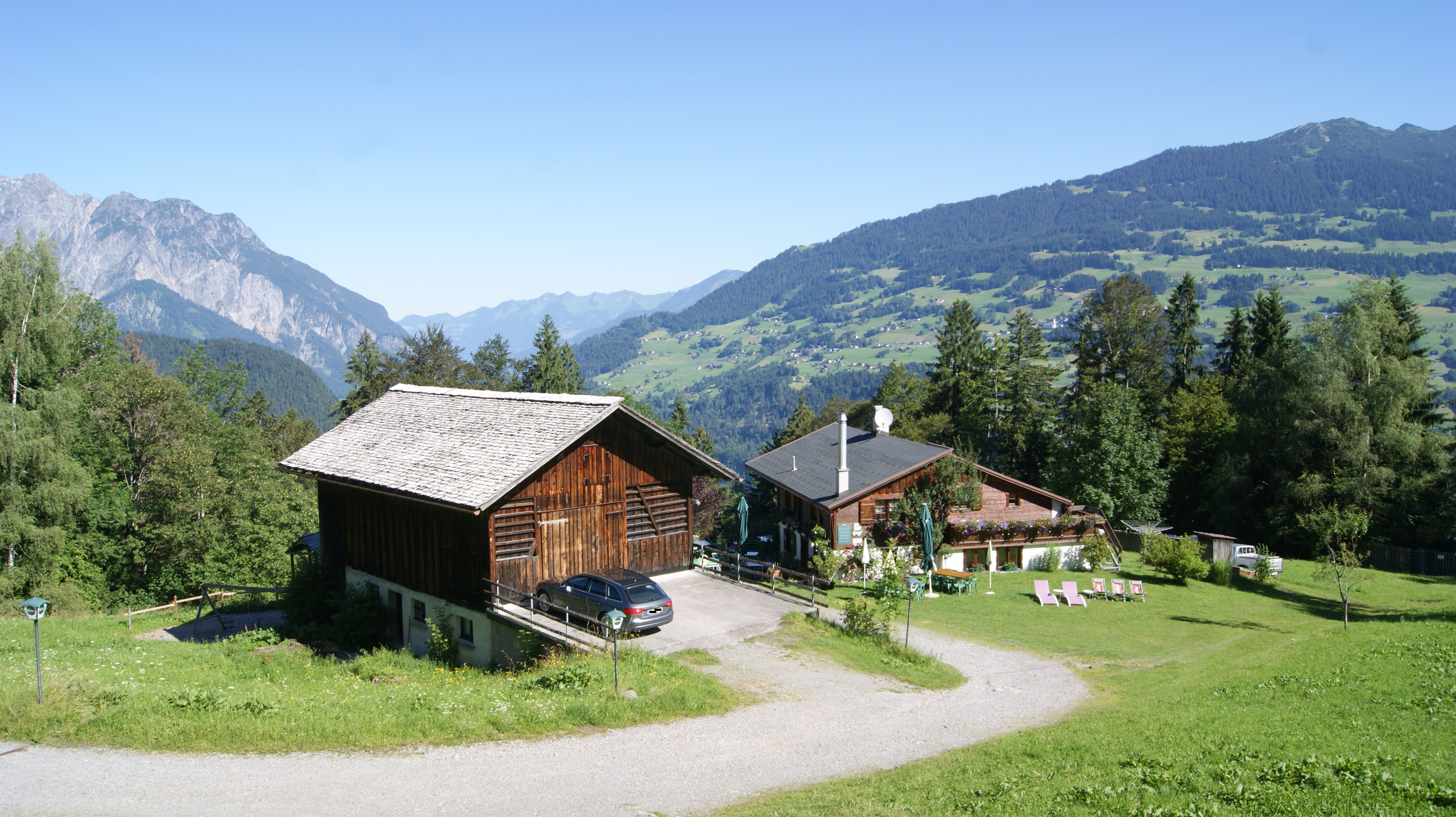
Jausenstation Bitschweil (kleine eetgelegenheid) in Tschagguns